# Simuliídeos
Simuliídeos (Simuliidae), popularmente como borrachudos, são mosquitos negros pequenos de países tropicais, medindo de 1 a 5 mm de comprimento, que vivem perto de rios e florestas. Têm antenas formadas por 11 artículos, lembrando um chocalho de cascavel. Seu corpo é robusto, normalmente de cor escura (negro, marrom ou cinza).  Possui asas membranosas, com nervuras anteriores fortes.
Existem atualmente cerca de 1.750 espécies de simuliídeos distribuídos em todo o mundo, sendo que 300 são neotropicais e, entre estas, algumas apresentam hábitos antropofílicos, sendo, portanto, de importância médica. Os simuliídeos ocorrem normalmente perto de rios com águas correntes e encachoeirados, pois é neste tipo de ambiente aquático que suas larvas se desenvolvem. Na maioria das especies de simuliídeos as fêmeas tem hábito hematófago, necessitando se alimentar de sangue para a maturação dos ovos. Sugando o sangue principalmente na região dos tornozelos nas pessoas, e durante a pastagem sanguínea criam feridas relativamente grandes, tornando fácil a infecção da região.

## Medicina
No gênero Simulium estão os vetores das filárias:
Onchocerca volvulus  e Mansonella ozzardi, agentes da oncocercose (cegueira do rio) e da mansonelose.

## Ecologia
Simuliídeos são também espécies chaves na ecologia de ambientes lóticos devido a sua habilidade de filtrar matéria orgânica dissolvida e a tornar disponível na cadeia trófica. Simuliídeos são também importantes ferramentas para o monitoramento da contaminação em ambientes de água doce, em virtude dos estágios imaturos (larva e pupa) serem sensíveis a poluentes orgânicos e inorgânicos. A família Simuliidae tem particular interesse evolutivo devido a sua morfologia conservativa com extensiva especialização críptica e sua evolução rediculada.
Encontrados na Amazônia, servem de alimento para peixes, sapos, libélulas e pássaros. Preservar as florestas e seus predadores naturais ajuda no controle do borrachudo.